# Амній Маній Цезоній Нікомах Аніцій Паулін Гонорій
Амній Маній Цезоній Нікомах Аніцій Паулін Гонорій (*Amnius Manius Caesonius Nicomachus Anicius Paulinus Honorius, д/н — після 335) — державний діяч Римської імперії.

## Життєпис
Походив з роду Аніціїв Фаустів. Син Амнія Аніція Юліана, консула 322 року, і Цезонія Манілії. У 300—303 роках перебував на посаді легата Карфагенського діоцезу при своєму батьку, який був проконсулом Африки.
У якийсь період після 324 року він був проконсулом Азії і Геллеспонта. З 27 квітня 334 року по 30 грудня 335 року обіймав посаду префекта Риму. Підчас своєї каденції у 334 році встановив кінну статую імператора Костянтина I на Римському форумі. Самому Пауліну була присвячена статуя на Форумі Траяна. Також Паулін був покровителем гільдії чинбарів, торговців і шевців, за його наказом були відновлені інсули, в яких ті жили.
У 335 році стає консулом разом з Флавієм Оптатом. Подальша доля невідома.

## Родина
Дружина — Пінція Авгенія
Діти:
- Аніцій Авгеній Басс, міський префект Риму